# 源仁
源仁（げんにん、弘仁9年（818年）- 仁和3年11月22日（887年12月14日））は、平安時代前期の真言宗の僧。出自については不詳である。池上僧都・南池院僧都・成願寺僧都とも称される。

## 略歴
護命に法相教学を、ついで実恵に密教を学び，真雅・宗叡に灌頂を受けた。878年（元慶2年）内供奉十禅師に任じられ、以後883年（元慶7年）に律師、885年（仁和元年）に少僧都・東寺二長者に至った。学名が高く南池院成願寺を建立して宗義を講じた。弟子の益信が広沢流を、聖宝が小野流を開いて、以後東密はこの2流に分かれた。